# Pomacentrus armillatus
Pomacentrus armillatus là một loài cá biển thuộc chi Pomacentrus trong họ Cá thia. Loài này được mô tả lần đầu tiên vào năm 1993.

## Từ nguyên
Từ định danh armillatus trong tiếng Latinh có nghĩa là "có đeo vòng tay", hàm ý đề cập đến vạch đen sẫm băng qua gốc vây ngực của loài cá này.

## Phạm vi phân bố và môi trường sống
P. armillatus mới chỉ được biết đến ở vùng biển ngoài khơi bang Sabah, Malaysia (nằm ở phía đông bắc đảo Borneo), nhưng nhiều khả năng là được phân bố trải dài đến Malaysia bán đảo, Indonesia và Philippines.
P. armillatus sống tập trung trên nền đáy cát, gần những rạn san hô viền bờ, nơi có sự phát triển của tảo xen lẫn san hô cứng và san hô mềm, độ sâu khoảng từ 8 đến 20 m.

## Mô tả
Chiều dài lớn nhất được ghi nhận ở P. armillatus là 8 cm.
Số gai ở vây lưng: 13; Số tia vây ở vây lưng: 14–16; Số gai ở vây hậu môn: 2; Số tia vây ở vây hậu môn: 14–16; Số gai ở vây bụng: 1; Số tia vây ở vây bụng: 5.

## Sinh thái học
Thức ăn của P. armillatus bao gồm tảo và các loài động vật phù du. Cá đực có tập tính bảo vệ và chăm sóc trứng.